# NGC 3416
NGC 3416 је спирална галаксија у сазвежђу Велики медвед која се налази на NGC листи објеката дубоког неба.
Деклинација објекта је + 43° 45' 53" а ректасцензија 10h 51m 48,3s. Привидна величина (магнитуда) објекта NGC 3416 износи 14,9 а фотографска магнитуда 15,8. NGC 3416 је још познат и под ознакама MCG 7-22-73, CGCG 213-2, CGCG 212-63, KUG 1048+440, ARAK 260, NPM1G +44.0174, PGC 32588.